# Malacocephalus boretzi
Malacocephalus boretzi är en fiskart som beskrevs av Sazonov, 1985. Malacocephalus boretzi ingår i släktet Malacocephalus och familjen skolästfiskar. Inga underarter finns listade i Catalogue of Life.